# Gary Tyler
Gary Tyler (juli 1958) zat van 1974 tot 2016 gevangen in de Louisiana State Penitentiary, in afwachting van de doodstraf. Hij kwam vrij na een bekentenis. Zijn veroordeling is omstreden, onder meer omdat hij als zwarte jongen van 17 door een volledig blanke jury schuldig werd bevonden. 

## Veroordeling
Gary Tyler was veroordeeld voor het neerschieten in 1974 van Timothy Weber. Op het moment van de schietpartij zat Tyler in een bus met zwarte studenten voor de St. Charles Parish school in een rassen-gepolariseerde gemeenschap, toen de bus werd omsingeld door een groep blanke studenten. Weber en zijn moeder waren in de buurt, toen een schot werd gelost en Weber werd doodgeschoten. De ten tijde van het schot 16-jarige Gary Tyler werd verdacht en later veroordeeld. Volgens velen is hij onder valse voorwendselen verdacht en veroordeeld, en de uitspraak is gedaan door een blanke jury in een Amerikaanse staat met een voorgeschiedenis van racisme. Op 29 april 2016 is Gary Tyler vrijgelaten.

## Onderzoek
In het onderzoek zijn veel vreemde dingen gebeurd, die eerder aantonen dat Tyler onschuldig was en hij gewoon als willekeurig persoon uit de bus is gehaald om te worden veroordeeld. Het pistool waarmee geschoten is, is verdwenen of nooit gevonden. Getuigen, die verklaarden door de politie onder druk te zijn gezet, hebben hun eerdere verklaringen ingetrokken om Tyler als dader aan te wijzen.

## Amnestie
Geen enkele gouverneur van de staat Louisiana heeft amnestie willen verlenen aan Tyler, die de jongste ter dood veroordeelde in Amerika was. Zijn doodstraf werd keer op keer uitgesteld, mede door de felle protesten die deze zaak heeft veroorzaakt, en de internationale aandacht die het daarmee heeft gekregen. Tyler zat echter meer dan 41 jaar vast voor een misdaad die hij volgens velen helemaal niet heeft gepleegd. In april 2016 kwam Tyler vrij, na een bekentenis die ervoor zorgde dat hij werd veroordeeld tot 21 jaar, die hij ruimschoots had uitgezeten.

## Bekendheid
In Europa kreeg de zaak bekendheid door het nummer Tyler van UB40 in 1980. Ook Amnesty International in Amerika heeft jarenlang aandacht aan de zaak gegeven. In 2008 nam UB40 een ander nummer over de zaak op, genaamd Rainbow Nation.